# 更科源蔵
更科 源蔵（さらしな げんぞう、1904年1月27日（戸籍上は2月15日） - 1985年9月25日）は、日本の詩人、アイヌ文化研究家。

## 経歴
北海道川上郡弟子屈町にて、新潟県からの開拓農民の家に生まれる。役場までの道が雪で閉ざされていたため出生届の提出が遅れ、2月15日生まれとされた。東京の麻布獣医畜産学校を中退し、帰郷する。詩誌『リリー』『潮霧』などを刊行、高村光太郎、尾崎喜八らに私淑し、詩作を始める。1925年に「抒情詩」の尾崎喜八選に入選したのをきっかけに、真壁仁、伊藤整らと交流を始める。1927年、『港街』創刊。1930年開拓農民とアイヌの現実を描いた詩集『種薯』を刊行。1929年から31年にかけて地元で代用教員となるが解雇され、札幌市に移り様々な職を転々としながら詩作とアイヌ文化研究を進める。
戦後もアイヌ文化研究家、詩人として活動。1946年、詩誌「野性」創刊。1951年、北海道文化賞を受賞。1966年、北海学園大学教授。1967年『アイヌの伝統音楽』でNHK放送文化賞を受賞。1968年、北海道新聞文化賞を受賞。北海道立文学館には開設から携わり、初代理事長を務めた。1985年9月25日、脳梗塞のため札幌厚生病院で死去。墓所は札幌市藤野聖山園。戒名は詠心院秋雲良源居士。

## 著書
- 『種薯』北緯五十度社 1930.12
- 『コタン生物記』北方出版社 1942
- 『凍原の歌 詩集』フタバ書院成光館 1943
- 『北の国の物語』大鵬社 1944
- 『北海道絵本』川上澄生画 日本交通公社札幌支社 1949
- 『熊祭』楡書房（北方文化写真シリーズ 第1）1955
- 『北海道伝説集 アイヌ篇』楡書房 1955
- 『北海道の旅』社会思想研究会出版部（現代教養文庫）1960／新潮文庫 1979.7
- 『アイヌ民話集』北書房 1963。青土社 2021
- 『熊牛原野　北海道の荒野に敗れるまで』広報新書 1965
- 『アイヌ語地名解 北海道地名の起源』北書房 1966
- 『アイヌの神話 カメラ紀行』掛川源一郎 写真 淡交新社 1967
- 『アイヌの四季』掛川源一郎 写真 淡交新社 1968
- 『アイヌ 歴史と民俗』社会思想社 1968
- 『アイヌと日本人 伝承による交渉史』日本放送出版協会（NHKブックス）1970
- 『旅の博物誌』北書房 1970
- 『松浦武四郎 蝦夷への照射』淡交社（日本の旅人14）1973、新版2018.11
- 『更科源蔵詩集』佐々木逸郎編 北海道編集センター 1973
- 『アイヌ文学の生活誌』日本放送出版協会（NHKブックス）1973
- 『北海道・草原の歴史から』新潮社 1975
- 『思い出の伊藤整』北書房 1975
- 『北方動物記』北海道出版企画センター（北海道ライブラリー）1976
- 『行雲 詩集』東海大学出版会 1977.9
- 『札幌放浪記』創樹社 1979.7
- 『原野』法政大学出版局 1980.3
- 『松浦武四郎 アイヌ人物誌』吉田豊と現代語訳、農山漁村文化協会 1981／平凡社ライブラリー 2002、青土社 2018
- 『更科源蔵 アイヌ関係著作集』全10巻 みやま書房 1981-1984
- 『わが師 わが友』北海道新聞社 1985.6
- 『更科源蔵詩集』木津川昭夫編 土曜美術社（日本現代詩文庫）1986
- 『青春の原野』北海タイムス社 1987.9
- 『更科源蔵滞京日記 昭和二十年』北海道立文学館 2004.7

### 児童文学
- 『ふるさと 北から南から1 北海道地方』さ・え・ら書房 1969
- 『河童暦 詩』川上澄生画 楡書房 1976
- 『コタンの童戯』風書房 1976.12
- 『続北海道絵本』さろるん書房 1976.6
- 『かみさまとふくろうのはなし アイヌの叙事詩ユーカラより』講談社 1977.12
- 『北の原野の物語』日本放送出版協会（NHKブックスジュニア）1978
- 『シベリアの旅』えぞまつ豆本の会 1978.8
- 『父母の原野』偕成社 1983.2　各・佐藤忠良絵
- 『少年たちの原野』偕成社 1984.10
- 『おさない原野』偕成社 1984.1
- 『移住者の原野』偕成社 1986.6

### 共編著
- 『続 随筆北海道』青磁社 1947
- 『弟子屈町史』弟子屈町 1949
- 『夕張市史』富樫酋壱郎共編著 夕張市 1959
- 『千歳市史』 千歳市 1969.8
- 『アイヌ伝説集』 北書房 1971
- 『北海道映画史』 クシマ 1972
- 『コタン生物記』全3巻 更科光(息子)共著 法政大学出版局 1976-1977、新版1992

1 樹木・雑草篇、2 野獣・海獣・魚族篇、3 野鳥・水鳥・昆虫篇
- 『北海道の伝説　日本の伝説 (17) 』安藤美紀夫共著 角川書店 1977.4